# Busenborn
Busenborn ist ein Stadtteil von Schotten im mittelhessischen Vogelsbergkreis.

## Geographie
Das Haufendorf liegt am südwestlichen Rand des Vogelsberges, östlich von Schotten am Eichelbach. Hausberg von Busenborn ist der 665,5 Meter hohe Bilstein mit seiner markanten Felsformation. Am nördlichen Ortsrand verläuft die Deutsche Ferienstraße.

## Geschichte

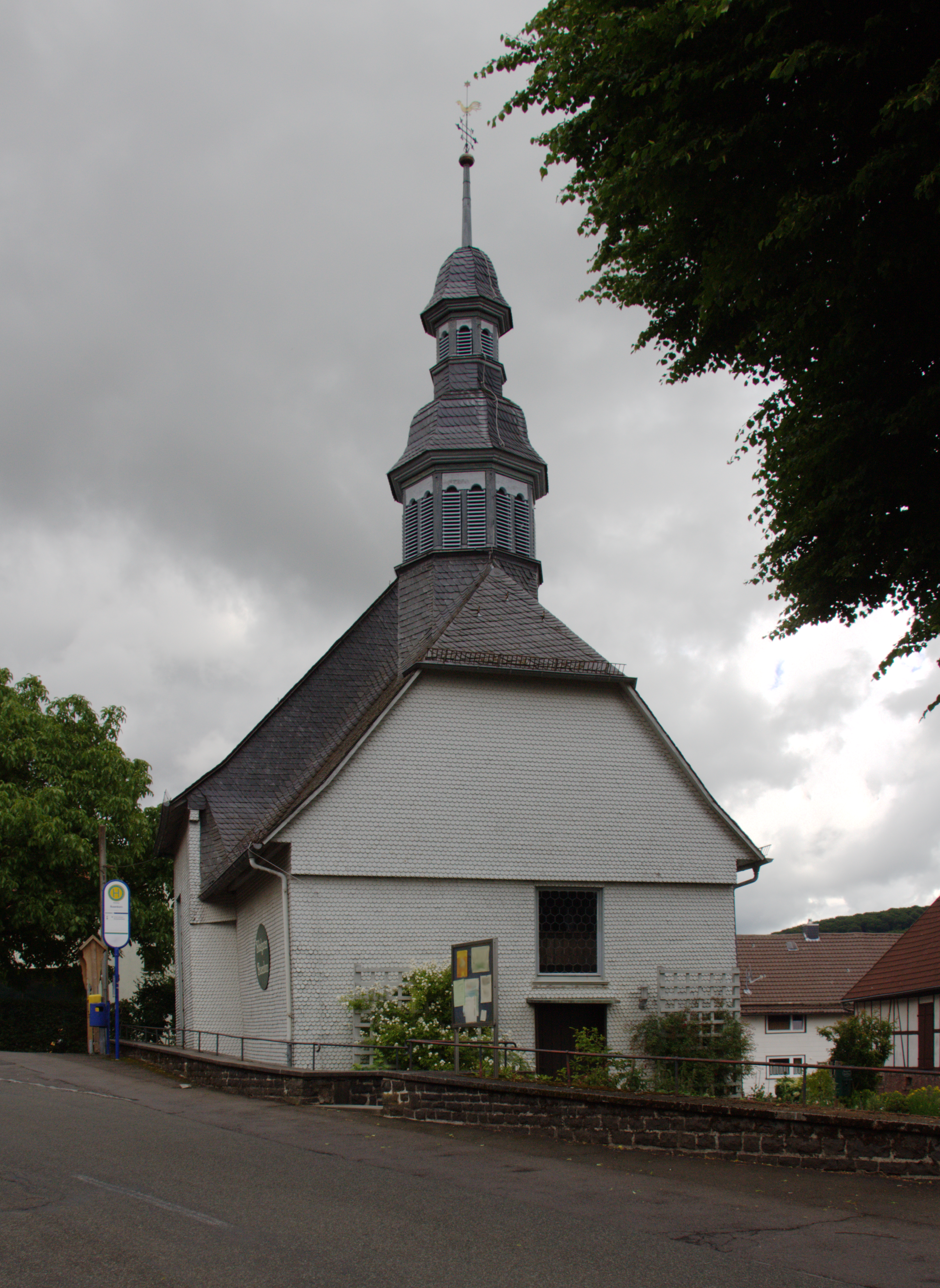
Evangelische Kirche

### Ortsgeschichte
Die älteste bekannte schriftliche Erwähnung von Busenborn erfolgte im Jahre 1523 als Wüstung. Damals war der Ortsname Busseborn. Die auf -born endende Orte weisen auf einen Brunnen hin. Ab 1630 wurde die evangelische Kirche erbaut.
Die Statistisch-topographisch-historische Beschreibung des Großherzogthums Hessen berichtet 1830 über Busenborn:

„Busenborn (L. Bez. Schotten) evangel. Pfarrdorf; liegt im Vogelsberg, 2 St, von Schotten, hat 65 Häuser und 338 evangel. Einwohner. – Dieser Ort lag früher südlicher, und nachdem derselbe ganz in Feuer aufgegangen war, wurde er an die jetzige Stelle gebaut. Jener unglückliche Tag wird noch jährlich, den 27. April, als „Börntag“ gefeiert. Der Brandstifter, ein reicher Einwohner, den nur Schadenfreude zu dieser That veranlaßte, klagte sich selbst an, und starb durch eigene Hand. Es soll dieß zwischen den Jahren 1667 und 1670 geschehen seyn. Bis zum Jahr 1631 war Busenborn nach Wingertshausen und dann, bis 1769, wo es einen eigenen Pfarrer erhielt, nach Breungeshain eingepfarrt. Den 3. Juni 1826 fiel hier ein Wolkenbruch, der 27 Menschen das Leben raubte, mehrere Wohn- und Oekonomiegebäude fortriß, und viele mehr oder minder beschädigte.“

Hessische Gebietsreform (1970–1977)
Zum 1. Dezember 1970 wurde die bis dahin selbständige Gemeinde Busenborn im Zuge der Gebietsreform in Hessen auf freiwilliger Basis in die Stadt Schotten eingegliedert. Für den Stadtteil Busenborn wurde ein Ortsbezirk errichtet.

### Verwaltungsgeschichte im Überblick
Die folgende Liste zeigt die Staaten und Verwaltungseinheiten, denen Busenborn angehört(e):
- Vor 1450: Heiliges Römisches Reich, Grafschaft Ziegenhain, Amt Nidda, Gericht Burkhards
- 1450–1495: Heiliges Römisches Reich, Erbstreit zwischen der Landgrafschaft Hessen und den Grafen von Hohenlohe
- ab 1450: Heiliges Römisches Reich, Landgrafschaft Hessen, Amt Nidda, Gericht Burkhards[10]
- ab 1567: Heiliges Römisches Reich, Landgrafschaft Hessen-Marburg, Amt Nidda, Gericht Burkhards[11]
- 1604–1648: Heiliges Römisches Reich, strittig zwischen Landgrafschaft Hessen-Darmstadt und Landgrafschaft Hessen-Kassel (Hessenkrieg)
- 1604: Heiliges Römisches Reich, Landgrafschaft Hessen-Darmstadt, Oberfürstentum Hessen, Amt Nidda, Gericht Burkhards[12]
- 1787: Heiliges Römisches Reich, Landgrafschaft Hessen-Darmstadt, Oberfürstentum Hessen, Amt Nidda und Lißberg, Gericht Burkhards[13]
- ab 1806: Großherzogtum Hessen,[Anm. 2] Fürstentum Oberhessen, Amt und (seit 1803) Gericht Lißberg[14][15]
- ab 1815: Großherzogtum Hessen, Provinz Oberhessen, Amt Lißberg[16]
- ab 1821: Großherzogtum Hessen, Provinz Oberhessen, Landratsbezirk Schotten[17][Anm. 3]
- ab 1832: Großherzogtum Hessen, Provinz Oberhessen, Kreis Nidda
- ab 1848: Großherzogtum Hessen, Regierungsbezirk Nidda
- ab 1852: Großherzogtum Hessen, Provinz Oberhessen, Kreis Schotten
- ab 1867: Norddeutscher Bund, Großherzogtum Hessen, Provinz Oberhessen, Kreis Schotten
- ab 1871: Deutsches Reich, Großherzogtum Hessen, Provinz Oberhessen, Kreis Schotten
- ab 1918: Deutsches Reich, Volksstaat Hessen, Provinz Oberhessen, Kreis Schotten
- ab 1938: Deutsches Reich, Volksstaat Hessen, Landkreis Büdingen
- ab 1945: Deutsches Reich, Amerikanische Besatzungszone, Groß-Hessen, Regierungsbezirk Darmstadt, Landkreis Büdingen
- ab 1946: Deutsches Reich, Amerikanische Besatzungszone, Hessen, Regierungsbezirk Darmstadt, Landkreis Büdingen
- ab 1949: Bundesrepublik Deutschland, Hessen, Regierungsbezirk Darmstadt, Landkreis Büdingen
- ab 1971: Bundesrepublik Deutschland, Hessen, Regierungsbezirk Darmstadt, Landkreis Büdingen, Stadt Schotten
- ab 1972: Bundesrepublik Deutschland, Hessen, Regierungsbezirk Darmstadt, Vogelsbergkreis, Stadt Schotten
- ab 1981: Bundesrepublik Deutschland, Hessen, Regierungsbezirk Gießen, Vogelsbergkreis, Stadt Schotten

### Gerichte seit 1803
In der Landgrafschaft Hessen-Darmstadt wurde mit Ausführungsverordnung vom 9. Dezember 1803 das Gerichtswesen neu organisiert. Für das Fürstentum Oberhessen (ab 1815 Provinz Oberhessen) wurde das „Hofgericht Gießen“ eingerichtet. Es war für normale bürgerliche Streitsachen Gericht der zweiten Instanz, für standesherrliche Familienrechtssachen und Kriminalfälle die erste Instanz. Übergeordnet war das Oberappellationsgericht Darmstadt. Die Rechtsprechung der ersten Instanz wurde durch die Ämter bzw. Standesherren vorgenommen und somit war für Busenborn das Amt Lißberg zuständig. Nach der Gründung des Großherzogtums Hessen 1806 wurden die Aufgaben der ersten Instanz 1821–1822 im Rahmen der Trennung von Rechtsprechung und Verwaltung auf die neu geschaffenen Land- bzw. Stadtgerichte übertragen. Busenborn fiel in den Gerichtsbezirk des „Landgerichts Schotten“.
Anlässlich der Einführung des Gerichtsverfassungsgesetzes mit Wirkung vom 1. Oktober 1879, infolge derer die bisherigen großherzoglichen Landgerichte durch Amtsgerichte an gleicher Stelle ersetzt wurden, während die neu geschaffenen Landgerichte nun als Obergerichte fungierten, kam es zur Umbenennung in „Amtsgericht Schotten“ und Zuteilung zum Bezirk des Landgerichts Gießen.
Mit Wirkung zum 1. Juli 1968 erfolgte die Auflösung des Amtsgerichts Schotten und Busenborn kam zum Gerichtsbezirk des Amtsgerichts Nidda. Zum 1. Januar 2012 wurde auch das Amtsgericht Nidda gemäß Beschluss des hessischen Landtags aufgelöst und Busenborn dem Amtsgericht Büdingen zugeteilt.

## Bevölkerung
Einwohnerstruktur 2011
Nach den Erhebungen des Zensus 2011 lebten am Stichtag dem 9. Mai 2011 in Busenborn 225 Einwohner. Darunter waren 3 (1,3 %) Ausländer. Nach dem Lebensalter waren 30 Einwohner unter 18 Jahren, 93 zwischen 18 und 49, 54 zwischen 50 und 64 und 48 Einwohner waren älter. Die Einwohner lebten in 93 Haushalten. Davon waren 18 Singlehaushalte, 36 Paare ohne Kinder und 30 Paare mit Kindern, sowie 9 Alleinerziehende und keine Wohngemeinschaften. In 18 Haushalten lebten ausschließlich Senioren und in 60 Haushaltungen lebten keine Senioren.
Einwohnerentwicklung
| • 1806: | 358 Einwohner, 68 Häuser           |
| • 1829: | 338 Einwohner, 65 Häuser           |
| • 1867: | 298 Einwohner, 59 bewohnte Gebäude |
| • 1875: | 241 Einwohner, 54 bewohnte Gebäude |

| Busenborn: Einwohnerzahlen von 1791 bis 2020 | Busenborn: Einwohnerzahlen von 1791 bis 2020 | Busenborn: Einwohnerzahlen von 1791 bis 2020 | Busenborn: Einwohnerzahlen von 1791 bis 2020 | Busenborn: Einwohnerzahlen von 1791 bis 2020 |
| --- | -------------------------------------------- | -------------------------------------------- | -------------------------------------------- | -------------------------------------------- |
| Jahr |                                              |                                              |                                              | Einwohner                                    |
| 1791 | 1791                                         |                                              | 321                                          | 321                                          |
| 1800 | 1800                                         |                                              | 314                                          | 314                                          |
| 1806 | 1806                                         |                                              | 358                                          | 358                                          |
| 1829 | 1829                                         |                                              | 338                                          | 338                                          |
| 1834 | 1834                                         |                                              | 353                                          | 353                                          |
| 1840 | 1840                                         |                                              | 358                                          | 358                                          |
| 1846 | 1846                                         |                                              | 348                                          | 348                                          |
| 1852 | 1852                                         |                                              | 334                                          | 334                                          |
| 1858 | 1858                                         |                                              | 310                                          | 310                                          |
| 1864 | 1864                                         |                                              | 312                                          | 312                                          |
| 1871 | 1871                                         |                                              | 243                                          | 243                                          |
| 1875 | 1875                                         |                                              | 241                                          | 241                                          |
| 1885 | 1885                                         |                                              | 249                                          | 249                                          |
| 1895 | 1895                                         |                                              | 223                                          | 223                                          |
| 1905 | 1905                                         |                                              | 217                                          | 217                                          |
| 1910 | 1910                                         |                                              | 221                                          | 221                                          |
| 1925 | 1925                                         |                                              | 240                                          | 240                                          |
| 1939 | 1939                                         |                                              | 230                                          | 230                                          |
| 1946 | 1946                                         |                                              | 279                                          | 279                                          |
| 1950 | 1950                                         |                                              | 277                                          | 277                                          |
| 1956 | 1956                                         |                                              | 255                                          | 255                                          |
| 1961 | 1961                                         |                                              | 239                                          | 239                                          |
| 1967 | 1967                                         |                                              | 237                                          | 237                                          |
| 1970 | 1970                                         |                                              | 247                                          | 247                                          |
| 1980 | 1980                                         |                                              | ?                                            | ?                                            |
| 1990 | 1990                                         |                                              | ?                                            | ?                                            |
| 2000 | 2000                                         |                                              | ?                                            | ?                                            |
| 2004 | 2004                                         |                                              | 251                                          | 251                                          |
| 2010 | 2010                                         |                                              | 237                                          | 237                                          |
| 2011 | 2011                                         |                                              | 225                                          | 225                                          |
| 2015 | 2015                                         |                                              | 226                                          | 226                                          |
| 2020 | 2020                                         |                                              | 207                                          | 207                                          |
| Datenquelle: Historisches Gemeindeverzeichnis für Hessen: Die Bevölkerung der Gemeinden 1834 bis 1967. Wiesbaden: Hessisches Statistisches Landesamt, 1968. Weitere Quellen: 1791; 1800; LAGIS; Einwohnerzahlen nach 2000:; Zensus 2011 |                                              |                                              |                                              |                                              |

Historische Religionszugehörigkeit
| • 1829: | 338 evangelische (= 100 %) Einwohner                              |
| • 1961: | 227 evangelische (= 94,98 %), 12 katholische (= 5,02 %) Einwohner |

## Politik
Für Busenborn besteht ein Ortsbezirk (Gebiete der ehemaligen Gemeinde Busenborn) mit Ortsbeirat und Ortsvorsteher nach der Hessischen Gemeindeordnung.
Der Ortsbeirat besteht aus neun Mitgliedern.
Bei den Kommunalwahlen in Hessen 2021 betrug die Wahlbeteiligung 64,97 %. Alle Kandidaten gehören der „Bürgerliste Busenborn“ an. Der Ortsbeirat wählte Nicole Gebhard zur Ortsvorsteherin.

## Wirtschaft und Infrastukur
Im Ort gibt es
- eine evangelische Kirche mit      Bibelgarten
- das „Kultur- und Gemeindezentrum am Bilstein“ mit  integriertem Feuerwehrhaus
- einen Spielplatz
- ein historisches Backhaus
- eine Gaststätte
- ein kleines Gewerbegebiet

In der Liste der Kulturdenkmäler in Schotten sind für Busenborn acht einzelne unter Denkmalschutz stehende Kulturdenkmäler aufgeführt.

## Persönlichkeiten
- Johann Ernst Christian Schmidt (1772–1831) in Busenborn geborener evangelischer Theologe, Hochschullehrer und Abgeordneter
- Friedrich Bindewald (1862–1940) in Busenborn geborener Kunstmaler der Düsseldorfer Schule und Mitglied des Deutschen Reichstags